# Nejproduktivnější obránce (ELH)
Toto je seznam (nejproduktivnější obránce) obránců dle sezón Extraligy ledního hokeje české hokejové extraligy. 

## Vítězové
| Sezóna    | Hráč                       | Klub                                   | Body    |
| --------- | -------------------------- | -------------------------------------- | ------- |
| 1993/1994 | Petr Pavlas                | HC Stadion Hradec Králové              | 35 bodů |
| 1994/1995 | Jan Vopat a Aleš Tomášek   | HC Litvínov a HC Olomouc               | 25 bodů |
| 1995/1996 | Miloslav Hořava            | HC Slavia Praha                        | 40 bodů |
| 1996/1997 | Jaroslav Špaček            | HC ZKZ Plzeň                           | 38 bodů |
| 1997/1998 | Ľubomír Sekeráš            | HC Železárny Třinec                    | 43 bodů |
| 1998/1999 | Libor Procházka            | HC Železárny Třinec                    | 37 bodů |
| 1999/2000 | Martin Hamrlík             | HC Barum Continental Zlín              | 46 bodů |
| 2000/2001 | Karel Pilař                | HC Chemopetrol                         | 38 bodů |
| 2001/2002 | Jaroslav Nedvěd            | HC Sparta Praha                        | 37 bodů |
| 2002/2003 | Rudolf Suchánek            | HC České Budějovice                    | 33 bodů |
| 2003/2004 | Martin Hamrlík             | HC Hamé Zlín                           | 37 bodů |
| 2004/2005 | Tomáš Kaberle              | HC Rabat Kladno                        | 39 bodů |
| 2005/2006 | Martin Hamrlík             | HC Hamé Zlín                           | 28 bodů |
| 2006/2007 | Jiří Vykoukal              | HC Sparta Praha                        | 27 bodů |
| 2007/2008 | Václav Benák a Milan Toman | HC Lasselsberger Plzeň a HC Mountfield | 24 bodů |
| 2008/2009 | Martin Hamrlík             | PSG Zlín                               | 33 bodů |
| 2009/2010 | Jan Benda                  | HC Škoda Plzeň                         | 35 bodů |
| 2010/2011 | Marek Malík                | HC Vítkovice Steel                     | 29 bodů |
| 2011/2012 | Marek Trončinský           | Bílí Tygři Liberec                     | 28 bodů |
| 2012/2013 | Josef Hrabal               | HC Oceláři Třinec                      | 36 bodů |
| 2013/2014 | Vladimír Roth              | HC Oceláři Třinec                      | 29 bodů |
| 2014/2015 | Adam Polášek               | HC Sparta Praha                        | 36 bodů |
| 2015/2016 | Jakub Jeřábek              | HC Škoda Plzeň                         | 33 bodů |
| 2016/2017 | Nicholas Schaus            | HC Dynamo Pardubice                    | 36 bodů |
| 2017/2018 | Marek Trončinský           | HC Dynamo Pardubice                    | 36 bodů |
| 2018/2019 | Petr Zámorský              | Mountfield HK                          | 38 bodů |
| 2019/2020 | Brady Austin               | Rytíři Kladno                          | 43 bodů |
| 2020/2021 | Martin Gernát              | HC Oceláři Třinec                      | 41 bodů |
| 2021/2022 | Jan Košťálek               | HC Dynamo Pardubice                    | 41 bodů |
| 2022/2023 | Uvis Balinskis             | Bílí Tygři Liberec                     | 35 bodů |
| 2023/2024 | Jiří Ticháček              | Rytíři Kladno                          | 43 bodů |
| 2024/2025 | Aaron Irving               | HC Sparta Praha                        | 36 bodů |